# Nazionale maschile di football americano della Repubblica Dominicana
La nazionale di football americano della Repubblica Dominicana è la selezione maggiore maschile di football americano della LDFA che rappresenta la Repubblica Dominicana nelle varie competizioni ufficiali o amichevoli riservate a squadre nazionali.

## Risultati
Legenda: Grassetto: Risultato migliore, Corsivo: Mancate partecipazioni

## Dettaglio stagioni

### Amichevoli
| Stagione | Vin | Par | Per | Tot | PF   | PS  | avversaria |
| -------- | --- | --- | --- | --- | ---- | --- | ---------- |
| 2013     | 1   | 0   | 0   | 1   | 30   | 8   | Porto Rico |
| 2014     | ?   | ?   | ?   | 1   | ?    | ?   | Porto Rico |
| Totale   | 1   | ?   | ?   | 2   | 30+? | 8+? |            |

### Riepilogo partite disputate
| Anno              | Luogo         | Evento                           | Fase del torneo | Incontro                            | Risultato |
| 28 settembre 2013 | Santo Domingo | Amichevole                       |                 | Rep. Dominicana - Porto Rico        | 30 - 8    |
| 16 agosto 2014    | Santo Domingo | Amichevole                       |                 | Rep. Dominicana - Porto Rico        | ? - ?     |
| 23 luglio 2015    | Santo Domingo | Copa Serie del Caribe 2015       |                 | Rep. Dominicana - Pieles Rojas A.C. | p - v     |
| 22 novembre 2023  | San Cristóbal | Torneo Panamericano Las Americas |                 | Rep. Dominicana - El Salvador       | 24 - 0    |
| 25 novembre 2023  | San Cristóbal | Torneo Panamericano Las Americas |                 | Messico - Rep. Dominicana           | 0 - 14    |

## Confronti con le altre Nazionali
Questi sono i saldi della Repubblica Dominicana nei confronti delle Nazionali incontrate.

### Saldo positivo
| Nazionale   | Giocate | Vinte | Pareggiate | Perse | PF | PS | Ultima vittoria | Ultimo pari | Ultima sconfitta |
| ----------- | ------- | ----- | ---------- | ----- | -- | -- | --------------- | ----------- | ---------------- |
| El Salvador | 1       | 1     | 0          | 0     | 24 | 0  | 2023            | -           | -                |
| Messico     | 1       | 1     | 0          | 0     | 14 | 0  | 2023            | -           | -                |

### Dati incompleti
| Nazionale  | Giocate | Vinte | Pareggiate | Perse | PF   | PS  | Ultima vittoria | Ultimo pari | Ultima sconfitta |
| ---------- | ------- | ----- | ---------- | ----- | ---- | --- | --------------- | ----------- | ---------------- |
| Porto Rico | 2       | 1+?   | 0+?        | 0+?   | 30+? | 8+? | 2013?           | ?           | ?                |